# Acanthinus quinquemaculatus
Acanthinus quinquemaculatus är en skalbaggsart som först beskrevs av Laferté-sénectère 1849.  Acanthinus quinquemaculatus ingår i släktet Acanthinus och familjen kvickbaggar. Inga underarter finns listade i Catalogue of Life.